# رأس قرمود (بوشابل)
رأس قرمود هي إحدى مشيخات المملكة المغربية، تتبع جغرافيا لإقليم تاونات وإداريًا لبوشابل. يقدر عدد سكانها بـ 8062 نسمة حسب الإحصاء الرسمي للسكان والسكنى لسنة 2004.